# Турие (община Дебърца)
 Тази статия е за село в община Дебърца.  За селото в Гърция, чието гръцко име е Корифи, вижте Турие (дем Лерин).  
Турие (среща се и днес неправилното изписване Турье; на македонска литературна норма: Турје) е село в община Дебърца на Северна Македония.

## География
Селото е в Горна Дебърца, част от котловината Дебърца между Илинската планина от изток и Славей планина от запад. Разположено е на самото било на Илинската планина.

## История
Църквата „Света Богородица“ в селото има ценни стенописи от началото на XVII век. В XIX век Турие е българско село в нахия Дебърца на Охридската каза на Османската империя. В „Етнография на вилаетите Адрианопол, Монастир и Салоника“, издадена в Константинопол в 1878 година и отразяваща статистиката на населението от 1873 година, Турие (Turié) е посочено като село с 40 домакинства със 110 жители българи. През пролетта на 1880 година селото пострадва от турци грабители.
Според Васил Кънчов в 90-те години Турье има 30 къщи. Според статистиката му („Македония. Етнография и статистика“) от 1900 година Турье е населявано от 320 жители, всички българи християни.
На Етнографската карта на Битолския вилает на Картографския институт в София от 1901 година Турие е чисто българско село в Охридската каза на Битолския санджак с 43 къщи.
По време на Илинденското въстание, на 9 август 1903 г. по данни на ВМОРО край Турие се води тричасово сражение между въстаническа чета и османски аскер, в което турските части дават 11 убити и ранени. През следващите дни са убити трима цивилни жители на селото - Янко Георев (40-годишен) и Кръстина Милошова (80-годишна), убити на 12 август в селото и Алеко Петрев (15-годишен), убит на 29 септември край Турие.
В началото на XX век цялото население на селото е под върховенството на Българската екзархия. По данни на секретаря на екзархията Димитър Мишев („La Macédoine et sa Population Chrétienne“) в 1905 година в Турие има 456 българи екзархисти.
При избухването на Балканската война в 1912 година 14 души от селото са доброволци в Македоно-одринското опълчение.
Според преброяването от 2002 година селото има 17 жители македонци.
| Националност | Всичко |
| македонци    | 17     |
| албанци      | 0      |
| турци        | 0      |
| роми         | 0      |
| власи        | 0      |
| сърби        | 0      |
| бошняци      | 0      |
| други        | 0      |

## Редовни събития
Събор на 28 август, Голяма Богородица.

## Личности
Родени в Турие
- Андре Максимов, български революционер от ВМОРО[12]
- Ванчо Турянец, български революционер, селски войвода на ВМОРО по време на Илинденско-Преображенското въстание, участник в сражението в местността Мрамор, между охридските села Мраморец и Турие на 12 август 1903 година.[13][14]
- Велян Найдев Спасов, български революционер от ВМОРО[15]
- Йован Андревски (р. 1942), северномакедонски офицер, генерал-лейтенант
- Томе Трайчев Тренев, български революционер от ВМОРО[15]
- Яким Богоев Кузманов (1874 - ?), български революционер от ВМОРО, действал в Дебърца, участвал в нападението на мюдюрницата в Издеглавие[16]